# Волчье озеро
«Волчье Озеро» (англ.  Wolf Lake) — американский телесериал, первоначально выходил в эфир на канале CBS. Из-за низких рейтингов показ был прекращён после пятого эпизода; всего для шоу было отснято 9 серий, позже показанных по другим каналам в Великобритании и США, и пилот, никогда не демонстрировавшийся в эфире.

## Сюжет
Полицейский из Сиэтла Джон Канин (Лу Даймонд Филлипс) делает предложение своей девушке Руби Уайлдер (Миа Киршнер), и она соглашается. Однако, садясь в машину, она подвергается нападению, и Джон находит на месте происшествия только оторванную руку. Он едет в её родной город Вулф-Лейк (Волчье Озеро), чтобы найти ответы на свои вопросы. Джон не подозревает, что некоторые жители Вулф-Лейк на самом деле принадлежат к скрытой касте оборотней.

## В ролях

### Главные герои
- Лу Даймонд Филлипс — Джон Канин
- Тим Мэтисон — шериф Мэттью  "Мэтт" Доннер
- Грэм Грин — мистер Шерман Блэкстоун
- Шэрон Лоуренс — Вивьен "Ви" Кейтс
- Скотт Бэйрстоу — Тайлер Крид
- Миа Киршнер — Руби Уайлдер/Кейтс/Крид
- Брюс Макгилл — Уиллард "Уилл" Кейтс
- Пол Уэсли — Лукас "Люк" Кейтс
- Мэри Элизабет Уинстэд — София Доннер
- Келли Уэймайр — Миранда Деверо
- Фиона Скотт — Пресли
- Кармен Мур — помощник шерифа Молли
- Кристиан Бочер — Бадди Хукс

### Приглашённые звёзды
- Леви Джеймс — Рэнди
- Крэйг Олейник — Шон